# William Elliot Griffis
William Elliot Griffis, né le 17 septembre 1843 à Philadelphie en Pennsylvanie et décédé le 5 février 1928 en Floride, est un orientaliste, écrivain, enseignant et missionnaire américain qui est conseiller étranger au Japon pendant l'ère Meiji.

## Biographie

### Jeunesse
Natif de Philadelphie en Pennsylvanie, Griffis est le fils d'un capitaine de la Marine reconverti dans le commerce de charbon. Durant la guerre de Sécession, il sert trois mois dans le 44e régiment de volontaires de Pennsylvanie à la suite de l'invasion de l'État par Robert Lee en 1863. Après la guerre, il étudie à l'université Rutgers dans la ville de New Brunswick dans le New Jersey et en sort diplômé en 1869. Il y est le tuteur d'anglais et de latin de Tarō Kusakabe, un jeune samouraï de la province d'Echizen (actuelle préfecture de Fukui).
Après un an de voyage en Europe, il étudie au séminaire de l'église réformée néerlandaise à New Brunswick.

### Au Japon
En septembre 1870, Griffis est invité au Japon par Matsudaira Yoshinaga pour réorganiser les écoles selon les règles modernes. En 1871, il devient surintendant de l'éducation de la province d'Echizen. En contrepartie, il reçoit un salaire de 2 400 $, une maison à Fukui et un cheval.
De 1872 à 1874, Griffis enseigne la chimie et la physique à la Kaisei Gakkō (l'ancêtre de l'université impériale de Tokyo). Il réalise New Japan Series of Reading and Spelling Books en cinq volumes (1872). Il publie aussi des ouvrages pour les Japonais étudiant la langue anglaise, et de nombreux articles pour la presse japonaise et pour les journaux et magazines américains sur le Japon.
Griffis est rejoint au Japon par sa sœur, Margaret Clark Griffis, qui devient professeur à l'école pour femmes de Tokyo (actuelle Gakushūin). Au moment de son départ du pays en 1874, Griffis est ami avec bon nombre de futurs dirigeants du Japon.
Griffis est un membre de la société asiatique du Japon, de la société asiatique de Corée, de la société historique de l'université impériale de Tokyo et de la Meirokusha.

### Retour aux États-Unis
De retour aux États-Unis, Griffis étudie à l'Union Theological Seminary et, après avoir fini ses études en 1877, il est appelé à travailler dans la direction d'une série d'Églises. En même temps, il devient docteur en théologie en 1884 après des études à l'Union College. L'université Rutgers lui remet un diplôme honorifique de docteur en lettres humaines en 1899.

### Écriture et conférences
En 1903, il démissionne de son travail aux Églises pour se consacrer à l'écriture et aux conférences. Ses ouvrages sur le Japon et la culture japonaise sont complétés par une série de conférences dans les universités. Griffis aide également Nitobe Inazō dans la rédaction de ce qui devient son plus célèbre livre Bushidō, l'âme du Japon.
En 1907, le gouvernement japonais lui décerne l'ordre du Soleil levant "avec Ruban d'or et Rosette", ce qui représente le 4e rang de cet ordre qui en compte 8.
L'écrivain prolifique qu'est Griffis est également un voyageur enthousiaste, effectuant onze voyage en Europe - principalement aux Pays-Bas. En 1908, il est présent au couronnement de la reine Wilhelmine et il étudie au congrès d'histoire diplomatique. Il fait partie du groupe de Bostoniens qui veut célébrer les origines néerlandaises des Pèlerins et leurs efforts sont récompensés avec la création d'un mémorial à Delfshaven et le placement de cinq autres tablettes historiques en bronze en 1909. Il est l'un des quatre Américains élus à la société néerlandaise de Lettres de Leyde.
En 1926, Griffis est invité à retourner au Japon où le gouvernement lui remet l'ordre du Soleil levant "avec Ruban d'or et collier d'argent ", le faisant ainsi passer du quatrième au troisième rang de cet ordre. Un wagon privé lui est fourni par le gouvernement et il visite quelques villes.
Griffis est un membre fondateur de l'institut national des arts et des lettres (actuelle American Academy of Arts and Letters), de l'American Historical Association et de l'United States Naval Institute. Il meurt dans sa maison d'hiver en Floride en 1928.

## Famille
L'un des deux fils de Griffis, Stanton Griffis, devient l'ambassadeur américain en Pologne, Égypte, Espagne et Argentine sous le président Harry Truman. Il est ambassadeur en Argentine quand Juan et Eva Perón sont au pouvoir et il tire un livre de son expérience intitulé Lying In State. Son autre fils, John devient un compositeur reconnu.

## Ouvrages
- 1876 -- The Mikado's Empire
- 1880 -- Japanese Fairy World
- 1881 -- Asiatic History; China, Corea, and Japan
- 1882 -- Corea, the Hermit Nation
- 1885 -- Corea, Without and Within
- 1887 -- Matthew Calbraith Perry : A Typical American Naval Officer
- 1889 -- The Lily among Thorns
- 1890 -- Honda the Samurai: A Story of Modern Japan
- 1891 -- Sir William Johnson and the Six Nations
- 1892 -- Japan in History, Folk-Lore, and Art
- 1894 -- Brave Little Holland and What she Taught us
- 1895 -- The Religions of Japan
- 1895 -- Townsend Harris, First American Envoy in Japan
- 1897 -- Romance of Discovery
- 1898 -- Charles Carlton Coffin: War Correspondent, Traveller, Author and Statesman
- 1898 -- Romance of American Colonization
- 1898 -- The Pilgrims in their Three Homes
- 1898 -- The Student's Motley
- 1899 --  The Romance of Conquest
- 1899 -- The American in Holland
- 1899 -- America in the East
- 1900 -- Verbeck of Japan
- 1900 -- The Pathfinders of the Revolution
- 1901 -- In the Mikado's Service
- 1902 -- A Maker of the New Orient
- 1903 -- Young People's History of Holland
- 1903 -- Sunny Memories of Three Pastorales
- 1904 -- Dux Christus: An Outline Study of Japan
- 1907 -- Japanese Nation in Evolution: Steps in the Progress of a Great People
- 1908 -- The Fire-fly's Lovers and Other Fairy Tales of Old Japan
- 1909 -- The Story of New Netherland
- 1910 -- China's Study in Myth, Legend, Art, and Annuals
- 1911 -- The Unmannerly Tiger and Other Korean Tales
- 1912 -- A Modern Pioneer in Korea: The Life Story Of Henry G. Appenzeller
- 1913 -- Hepburn of Japan
- 1914 -- The House We Live In Architect and Tenant
- 1915 -- The Mikado Institution and Person
- 1915 -- Millard Fillmore : Constructive Statesman, Defender of the Constitution
- 1916 -- Bonnie Scotland and What We Owe Her
- 1918 -- Dutch Fairy Tales
- 1919 -- Belgian Fairy Tales
- 1920 -- Young People's History of the Pilgrims
- 1920 -- Swiss Fairy Tales
- 1921 -- Welsh Fairy Tales
- 1921 -- The Dutch of the Netherlands in the Making of America [réimprimé par Kessinger Publishing, Whitefish, Montana, 2007.  (ISBN 0-548-61147-5 et 978-0-548-61147-0) (paper)]
- 1922 -- Korean Fairy Tales
- 1922 -- Japanese Fairy Tales
- 1923 -- The Story of the Walloons, at Home, in the Lands of Exile and in America
- 1924 -- Proverbs of Japan: A Little Picture of the Japanese Philosophy of Life as Mirrored in Their Proverbs
- 1926 -- The American Flag of Stripes and Stars: Mirror of the Nation's History, Symbol of Brotherhood and World Unity

### Autres lectures
- Griffis, William Elliot. (1898). Charles Carlton Coffin: War Correspondent, Traveller, Author and Statesman. Boston: Estes and Lauriat. Digitized, full-text copy of this book.

- __________. (1915). Millard Fillmore: Constructive Statesman, Defender of the Constitution. Ithaca: Aldrus & Church. Digitized, full-text copy of this book.

- __________. (1908). The Fire-fly's Lovers and Other Fairy Tales of Old Japan.  New York: Crowell & Company. [reprinted by University Press of the Pacific, 2003.  (ISBN 1-410-20957-1)], [reprinted by Kessinger Publishing, Whitefish, Montana, 2006.  (ISBN 1-428-61402-8)], [reprinted by Juniper Grove, 2007.  (ISBN 1-603-55053-4 et 978-1-603-55053-6) (paper)] Digitized, full-text copy of this book.

- __________. (1895) Townsend Harris, First American Envoy in Japan. New York: Houghton, Mifflin and Company. Digitized, full-text copy of this book.
  - __________. (1919). "Townsend Harris, Center of Japanese Drama; Adventures of First American Envoy to Mikado's Empire Furnish the Basis of a Play by a Native Writer, and Tokio Is Applauding the Stars and Stripes", The New York Times Magazine. December 28, 1919.

- __________. (1913). Hepburn of Japan and His Wife and Helpmates: A Life Story of Toil for Christ. Philadelphia: Westminster Press. Publishing. Digitized, full-text copy of this book.

- __________. (1890). Honda the Samurai: A Story of Modern Japan. Chicago: Congregational Sunday School and Publishing Society.Digitized, full text copy of this book.

- __________. (1907). Japanese Nation in Evolution: Steps in the Progress of a Great People. New York: T. Y. Crowell & Company.Digitized, full-text copy of this book.
  - (en) « THE ARYAN STRAIN IN THE JAPANESE; Dr. Griffis Attributes Genius of the Islanders to White Ancestry -- Difficulties of the Thesis. », The New York Times,‎ 27 juin 1908 (lire en ligne, consulté le 9 août 2008) The New York Times. June 27, 1908.
  - "Book reviewThe Japanese Nation in Evolution. Steps in the Progress of a Great People. Bulletin of the American Geographical Society, Vol. 40, No. 4, 256. 1908.

- __________. (1891). Sir William Johnson and the Six Nations. New York: Dodd, Mead and Company.Digitized, full-text copy of this book.
  - (en) « JOHNSTOWN'S SIR WILLIAM.; SIR WILLIAM JOHNSON AND THE SIX NATIONS. By William Elliot Griffis. (Makers of America Series.) New-York: Dodd, Mead & Co. », The New York Times,‎ 15 novembre 1891 (lire en ligne, consulté le 9 août 2008) The New York Times. November 15, 1891.

- __________. (1876). The Mikado's Empire. Philadelphia: Harper & Brothers. Digitized, full-text copy of this book.

- __________. (1915). The Mikado Institution and Person. Princeton: Princeton University Press. [reprinted by Adamant Media Corporation, New York, 2000.  (ISBN 978-1-402-10824-2) (cloth) --  (ISBN 978-1-402-18652-3) (paper). Digitized, limited preview copy of this book

- _________. (1887). Matthew Calbraith Perry: A Typical American Naval Officer.  Boston: Cupples & Hurd. [reprinted by Reprint Services Corp., London, 1992.  (ISBN 0-781-22960-X et 978-0-781-22960-9) (cloth)] [reprinted by Kessinger Books, Whitefish, Montana, 2007.  (ISBN 0-548-30525-0 et 978-0-548-30525-6) (paper)] Digitized, full-text copy of this book.

- __________. (1900). Verbeck of Japan: A Citizen of No Country; a Life Story of Foundation Work Inaugurated by Guido Fridolin Verbeck. Chicago, Fleming H. Revell Co. [reprinted by Oliphant, Anderson and Ferrier, London, 1901. Digitized, full-text copy of this book.